# Rebelde (série télévisée, 2004)
 (juin 2020).
Si vous disposez d'ouvrages ou d'articles de référence ou si vous connaissez des sites web de qualité traitant du thème abordé ici, merci de compléter l'article en donnant les références utiles à sa vérifiabilité et en les liant à la section « Notes et références ».
Cet article concerne la série télévisée mexicaine. Pour la série télévisée brésilienne, voir Rebelde.
Pour les articles homonymes, voir Rebelde.
Rebelde est un feuilleton télévisé mexicain en 440 épisodes de 50 minutes diffusé entre le 4 octobre 2004 et le 2 juin 2006 sur le réseau Televisa. Adaptation du feuilleton argentin Rebelde Way, ses acteurs appartiennent eux-mêmes à un groupe de musique, RBD.
Ce feuilleton est inédit dans tous les pays francophones.

## Synopsis
Ce feuilleton est un remake adapté à l'auditoire mexicain de Rebelde, une telenovela argentine intitulée Rebelde Way. Les deux feuilletons racontent la même histoire sauf que l'un se passe à Buenos Aires et l'autre à Mexico. Les acteurs qui jouent les membres de la bande dans le feuilleton ont également formé un groupe dans la vie. La musique est d'ailleurs produite par ce groupe, qui a également fait une tournée nationale, sans lien avec le feuilleton. Beaucoup de musiciens populaires ont participé à cette tournée parmi lesquels Lenny Kravitz, JD Natasha et La Quinta Estación.

## Distribution
- Anahí : Mía Colucci
- Dulce María : Roberta Pardo Rey
- Christopher Uckermann : Diego Bustamente
- Alfonso Herrera : Miguel Arango
- Maite Perroni : Guadalupe « Lupita » Fernández
- Christian Chávez : Juan « Giovanni » Méndez López
- Enrique Rocha (es) : León Bustamante
- Juan Ferrara (es) : Franco Colucci
- Ninel Conde : Alma Rey
- Patricio Borghetti (es) : Enrique Madarriaga
- Leticia Perdigón : Mayra Fernández
- Angélique Boyer : Victoria « Vico » Paz McMillian
- Michelle Renaud : Michelle Pineda
- Fernanda Polin : Raquel « Rachel » Byron Sender
- Zoraida Gómez (es) : José Luján

## Commentaires
Sur les couples : Dulce Maria avait une romance avec Alfonso herrera, cela a duré 2 ans. Anahi avait eu une romance avec Christopher Uckerman, ils décident de se séparer car ils ne se considéraient plus comme des frères.
Un aspect remarquable de la série est que les acteurs jouant les membres du groupe sont eux-mêmes dans un groupe réel nommé RBD, et jouent la plupart de la musique utilisée dans la série. Ils ont très bien réussi dans leur propre droit, devenant l'un des actes les plus populaires en Amérique latine et des tournées internationales.
Rebelde a été diffusé sux États-Unis sur Univision. La diffusion a commencé le 21 mars 2005 et s'est terminée le 15 décembre 2006. Le feuilleton est également diffusé dans 65 autres pays, notamment le Pérou, la Roumanie (sur Acasa TV), le Brésil, l'Espagne, la Slovénie, la Bulgarie et depuis septembre 2009 en Slovaquie à la télévision Doma et en Croatie sur Nova TV.

## Produits dérivés

### Discographie

#### Album Studio
- Rebelde
- Rebelde edição Brasil
- Nuestro Amor
- Nosso amor
- Celestial
- Ceslestial edição Brasil
- Rebels
- Empezar desde Cero
- Para Olvidarte de Mi

#### Album Live et DVD
- Tour generación "En vivo"
- Live in Hollywood
- Live in Rio
- Hecho en España